# Марічка Паплаускайте
Паплауска́йте Марія Олександрівна (більш відома як Марічка Паплаускайте; нар. 17 вересня 1988) — українська журналістка-репортажистка та медіаменеджерка. Співзасновниця The Ukrainians Media та головна редакторка онлайн-журналу Reporters. Авторка кількох репортажних книжок.

## Біографія
Народилася у Миколаєві, має литовське коріння за батьковою лінією. Закінчила історичний факультет Миколаївського національного університету імені В. О. Сухомлинського, після його завершення працювала у місцевому регіональному новинному виданні «Преступности нет». Згодом закінчила перший набір на магістратуру новоствореної Школи журналістики та комунікацій УКУ у Львові.
У 2015 році долучилася до команди The Ukrainians Media. Кілька років очолювала розділ «Репортажі», а у 2019 році стала співзасновницею та головною редакторкою репортажного медіа Reporters, який є частиною The Ukrainians Media.
Викладачка Школи журналістики Українського католицького університету.
Авторка книжки художніх репортажів «Бог дивовижних людей та інших грішників» (видавництво «Човен», 2019) та книжки «Потяг прибуває за розкладом» про Укрзалізницю під час повномасштабного російського вторгнення (видавництво «Лабораторія», 2024). Під час роботи над другою книжкою у грудні 2023 року потрапила під російський ракетний та артилерійський обстріл на залізничному вокзалі у Херсоні.
Долучилася до написання книжки «77 днів лютого», яка є збіркою репортажів під час повномасштабного російського вторгнення.
Одружена із засновником видання ШоТам Сергієм Колесніковим, має сина.

## Відзнаки
- Фіналістка Премії імені Георгія Ґонґадзе 2021 року[2].
- Двічі лауреатка відкритого конкурсу для журналістів «Text»[5].
- Фіналістка Конкурсу професійної журналістики «Честь професії — 2019» у номінації «Найкращий репортаж»[5].